# Asura reducta
Asura reducta är en fjärilsart som beskrevs av Rothschild 1913. Asura reducta ingår i släktet Asura och familjen björnspinnare. Inga underarter finns listade i Catalogue of Life.